# Chiesa di San Nicola (Francoforte)
La chiesa di San Nicola o più precisamente Chiesa Vecchia di San Nicola (in tedesco Alte Nikolaikirche) è un'antica chiesa, oggi evangelica, che sorge sul lato meridionale del Römerberg, la piazza centrale della città di Francoforte sul Meno, nel Land dell'Assia, in Germania.

## Storia e descrizione

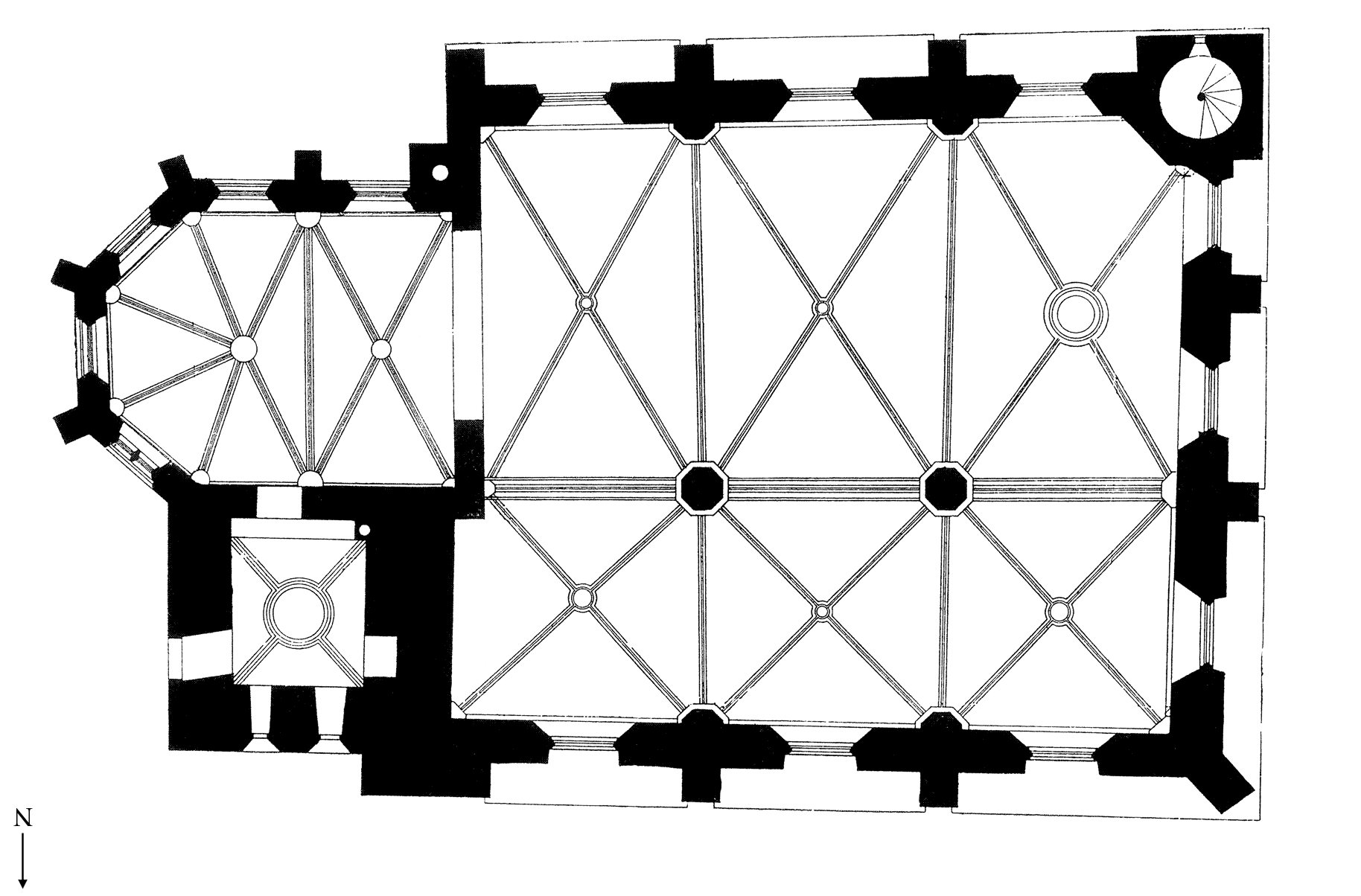
Pianta dell'edificio.

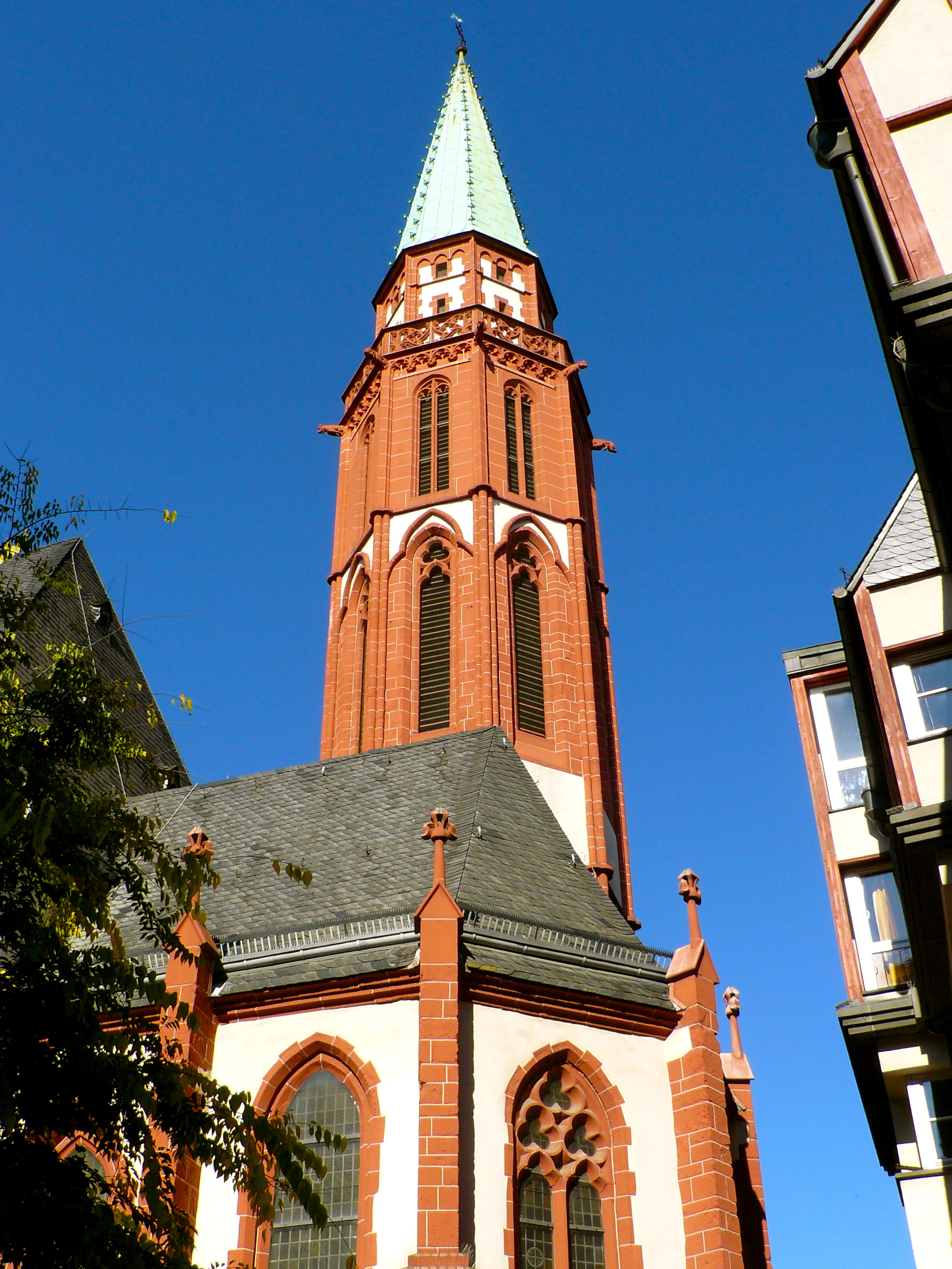
Veduta della torre e del coro

Nella seconda metà del XII secolo, fra la piazza del Römerberg e la sponda del fiume Meno, venne eretto il Saalhof, residenza reale degli Hohenstaufen. Il castello comprendeva anche una piccola cappella di corte, il predecessore dell'Alte Nikolaikirche.
A partire dal XIV secolo divenne luogo di celebrazioni religiose e di preghiera per il Consiglio della città di Francoforte. Divenuta troppo esigua per accogliere gli eventi, venne ricostruita in stile gotico, con due navate, fra il 1270 e il 1290. Nel 1292 venne aggiunto il coro.
A partire dal 1440-50 fu di nuovo ricostruita, nelle attuali forme tardo-gotiche. Venne terminata nel 1467 con la galleria e torricine che corre intorno al tetto che fungeva da tribuna in occasione di celebrazioni solenni (per esempio di incoronazioni).
L'interno è diviso in due navate asimmetriche e presenta il coro sporgere. Vi si custodisce l'epitaffio policromo di Siegfried zum Paradies, realizzato nel XV secolo da Madern Gerthener.
L'edificio venne ristrutturato nel XIX secolo.

### La torre
La torre presenta ancora la base del XIV secolo, ma nel 1838 venne demolita la guglia e rifatta, in ghisa, a base ottagonale, ispirata a quella del Duomo di Friburgo. Tuttavia, già alla fine del secolo stesso, la guglia era così danneggiata che fu demolita nel 1903 e rifatta nel 1904 con l'attuale. Alta 48 metri, presenta una copertura di lastre di rame, basata sui piani originali del XVI secolo tramandati attraverso illustrazioni storiche.
All'interno accoglie 51 campane, delle quali 4 sono usate per battere le ore e le restanti 47 fungono da carillon. Interessante da ascoltare sono le melodie che si azionano alle 9, a mezzogiorno ed alle 17.